# Parc Bit

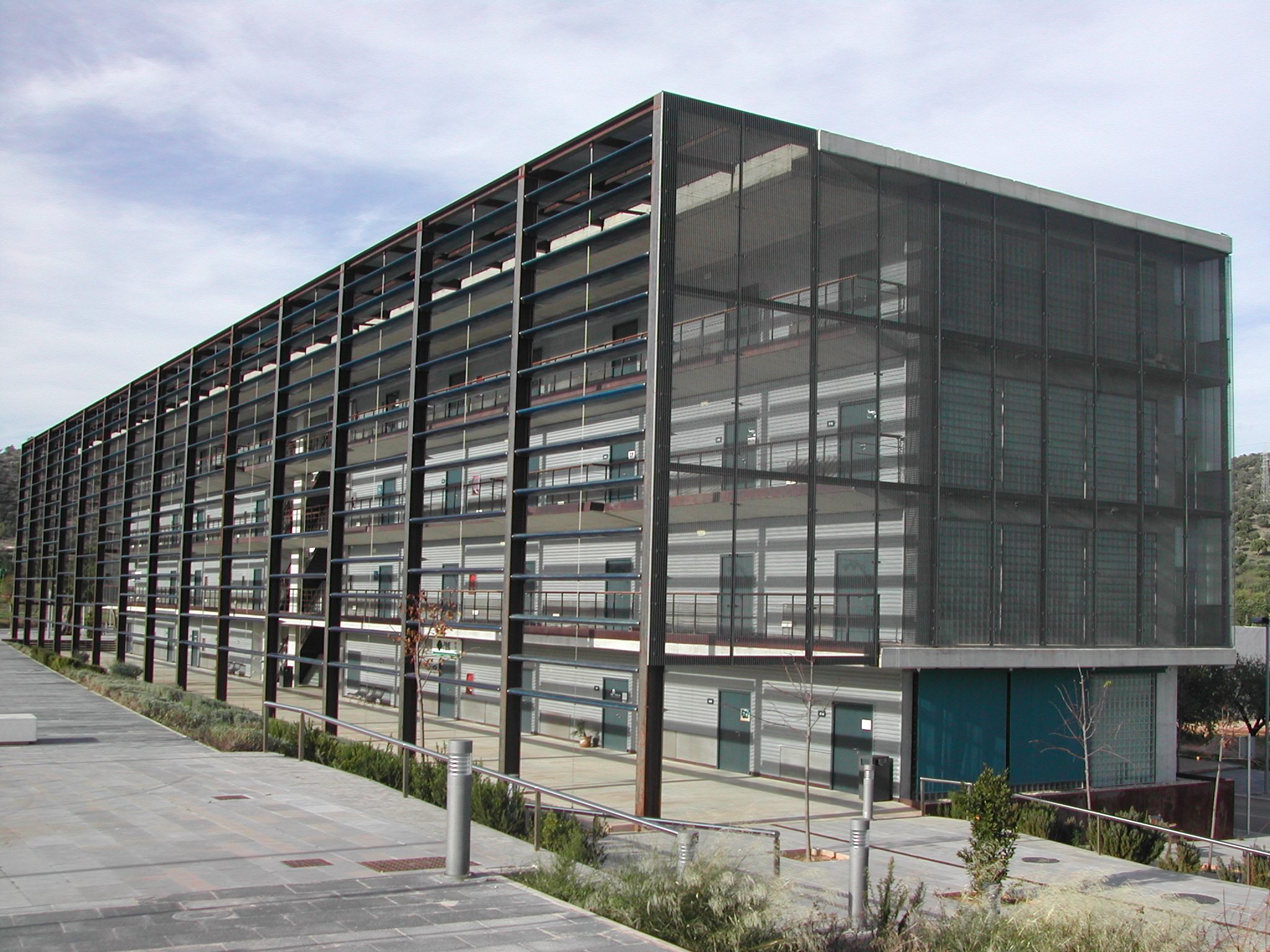
Edificio del Parc Bit

El ParcBit (Parque Balear de Innovación Tecnológica) es un parque empresarial que acoge empresas mayoritariamente del ámbito tecnológico. Está en funcionamiento desde el 7 de noviembre de 2002 y fue impulsado por el Gobierno de las Islas Baleares con el objetivo de servir de plataforma para implantar y desarrollar la sociedad de la información en esta comunidad. La base fundamental del ParcBit consiste en crear un punto de atracción del talento innovador mediante la construcción de redes sociales de transferencia tecnológica, así como implantar el desarrollo regional y adaptarlo a las nuevas formas de negocio.
La Fundación Bit, sociedad independiente del Gobierno de las Islas Baleares con el 100% del capital, se encarga de la gestión de las infraestructuras y, al mismo tiempo, lleva a cabo otros proyectos y acciones orientados a impulsar la innovación tecnológica y a promover una economía basada en el conocimiento. Entre otros, ofrece un programa de incubación y acompañamiento a empresas de nueva creación.
Las actividades permitidas en el Parque, en cumplimiento de lo establecido en las Normas Subsidiarias y Complementarias, son las enmarcadas en los denominados "sector secundario avanzado", "sector terciario" y "sector cuaternario". Tal como se estableció, para que las empresas y los profesionales se pudieran instalar era necesario:
"Promocionar la investigación y el desarrollo, vincular la actividad universitaria y de investigación con la económica y social y ofrecer un sueldo adecuado, competitivo y preparado para ser rápidamente ocupado con capacidad de ser el núcleo inicial y difusión de la innovación".
El ParcBit se ha consolidado con la implantación de empresas de alto valor añadido en sectores como el desarrollo de software, la consultoría, la biotecnología y el sector audiovisual. Esta concentración de empresas ha propiciado el nacimiento de clústeres sectoriales que potencian aún más estas áreas.

## Administración
El ParcBit está gestionado por la Fundación Bit (Fundación Balear de Innovación y Tecnología), un organismo sin ánimo de lucro, adscrito a Vicepresidencia y Consejería de Innovación, Investigación y Turismo, cuyo objetivo es ejecutar las estrategias de I+D+i del Gobierno de las Islas Baleares, fomentando las nuevas tecnologías y el espíritu emprendedor de base tecnológica.
La Fundación Bit se encarga de la gestión de las infraestructuras y, al mismo tiempo, lleva a cabo muchos proyectos y acciones orientados a impulsar la innovación tecnológica y promover una economía basada en el conocimiento. Entre otros, ofrece un programa de incubación y acompañamiento a empresas de nueva creación.
Los principales objetivos de la Fundación Bit son:
- Facilitar el acceso a las tecnologías de la información y de la comunicación a las empresas y la administración pública mediante el desarrollo de aplicaciones tecnológicas y de infraestructuras.
- Crear un entorno empresarial favorable a la innovación.
- Incubar empresas de base tecnológica innovadora y fomentar la creación de empresas.
- Apoyar la digitalización de servicios prestados por las administraciones públicas y las empresas, y su uso de manera efectiva y eficiente.

- Datos: Q28778
- Multimedia: ParcBit / Q28778